# Gebrandschilderd glas

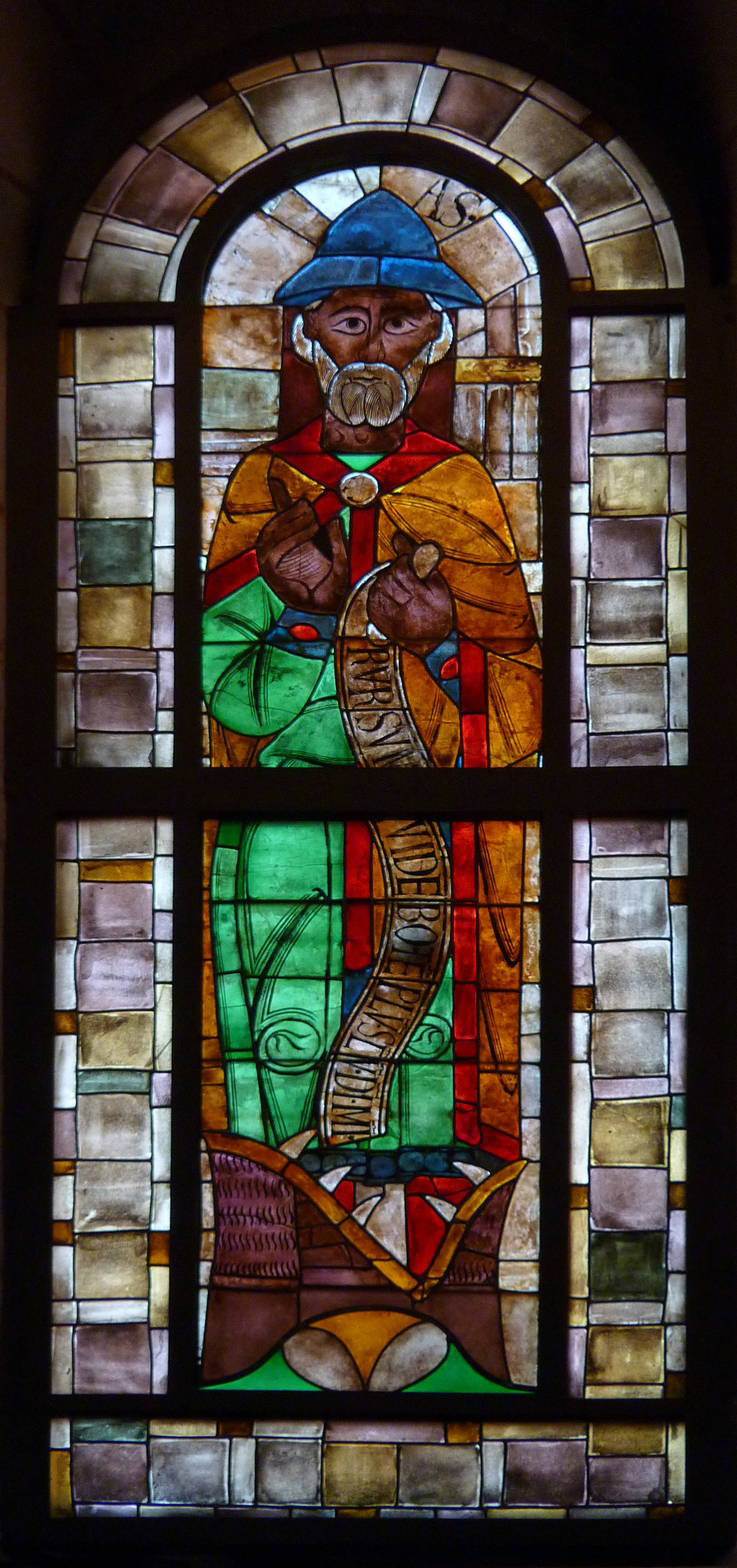
Raam in de Dom van Augsburg (12e eeuw)

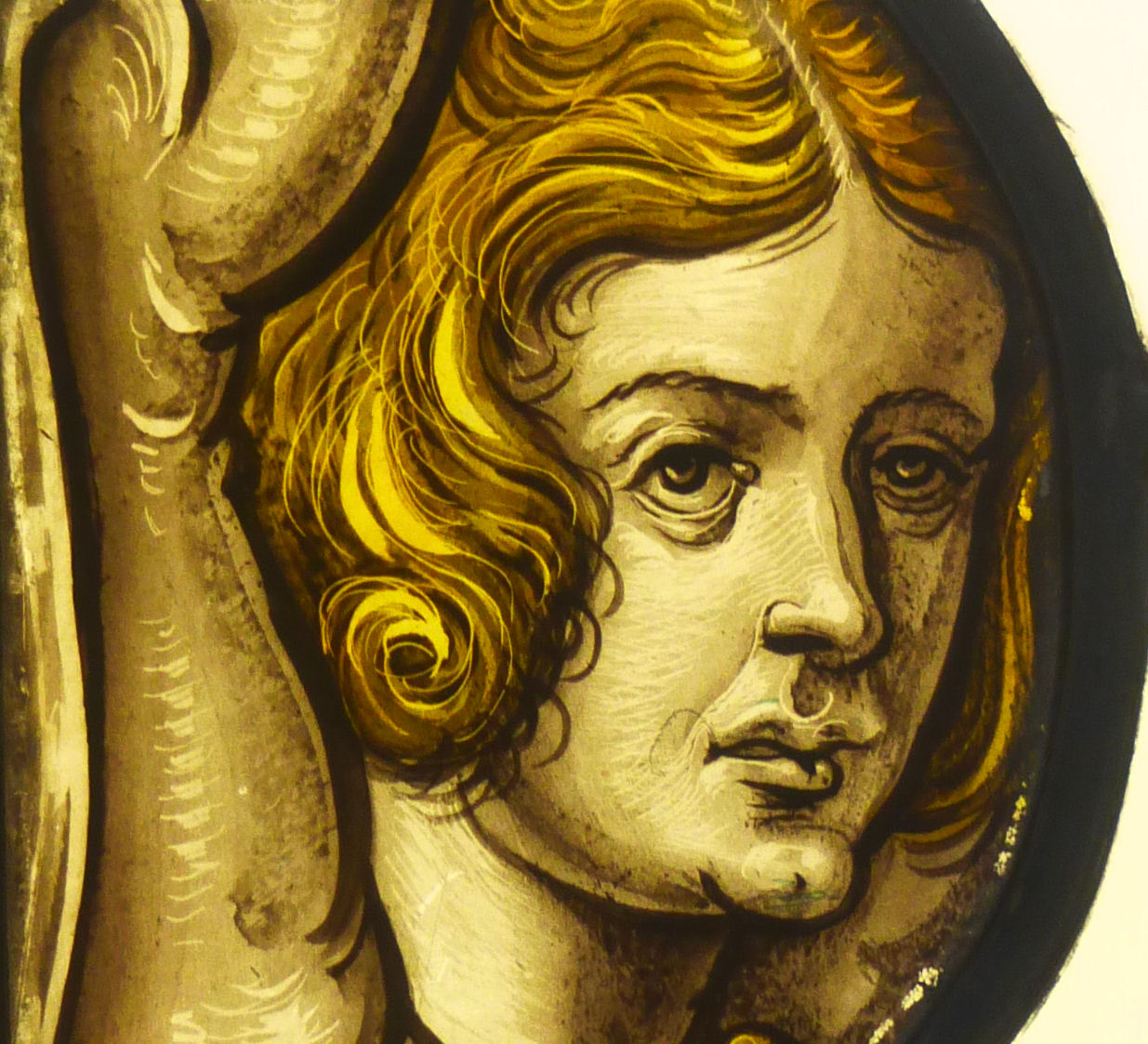
Gebrandschilderd raam geschilderd door Jean de Caumont, verzameling Jubelpark, Brussel

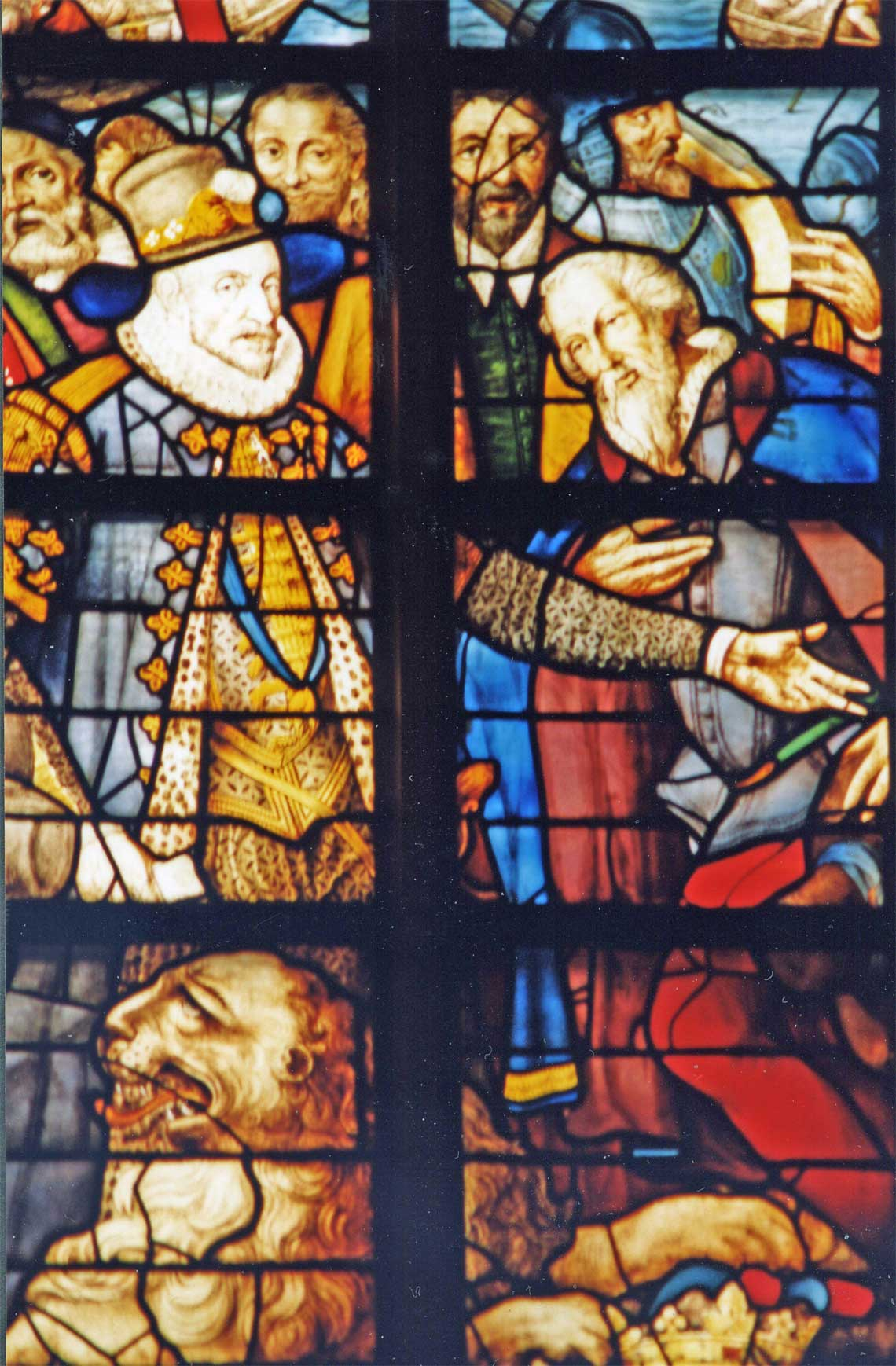
Het ontzet van Leiden, een raam van de Sint-Janskerk in Gouda

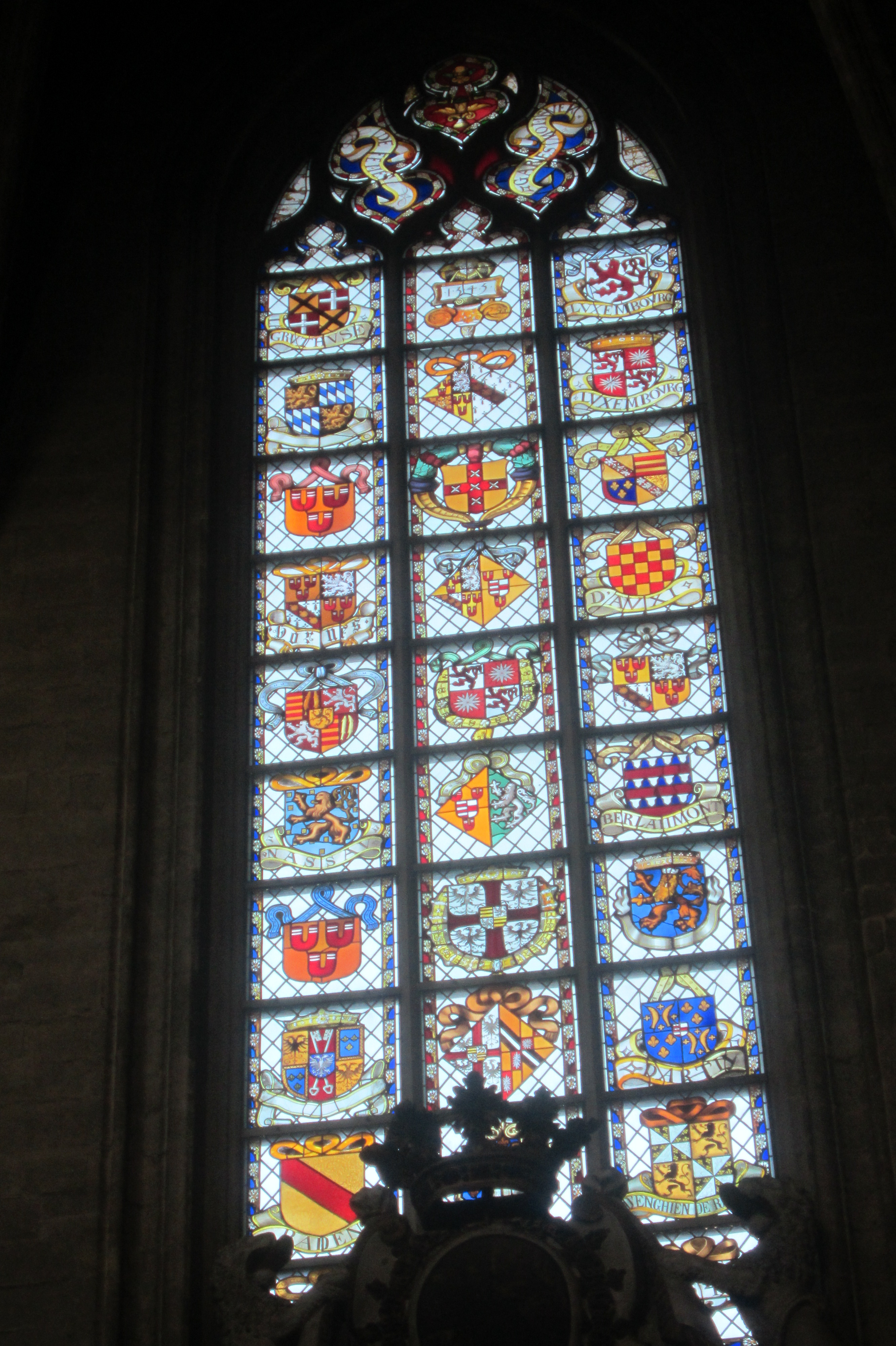
Gebrandschilderd glasraam in de Onze-Lieve-Vrouw-ter-Zavelkerk, Brussel, met wapenschilden

Vanaf de vroege middeleeuwen wordt gebrandschilderd glas voornamelijk toegepast in kerken en kathedralen. Bekende voorbeelden zijn de Kathedraal van Chartres en de Nederlandse Sint-Janskerk te Gouda.
Brandschilderen is een vorm van glaskunst. Op oude wijze vervaardigd glas bevat allerlei afwijkingen zoals strepen, verschil in dikte of luchtbelletjes, waardoor de invallende lichtstralen in verschillende richtingen breken. Vooral in gekleurd glas veroorzaakt dit een levendig spel van licht. Daarom wordt dit glas gebruikt voor het vervaardigen van gebrandschilderd glas en de reparaties ervan. Modern glas vertoont geen oneffenheden en laat het licht ongehinderd door.
De oudste bewaard gebleven gebrandschilderde kerkramen zijn te zien in Augsburg (Duitsland); zij dateren van circa 1050. In Frankrijk bereikte de middeleeuwse glazenierskunst een hoogtepunt, zoals te zien is in de kathedraal van Chartres. Hiervan ging een belangrijke invloed uit naar andere Europese landen.

## Nederland
Het huidige Nederlandse bezit aan middeleeuws gebrandschilderd glas is ten opzichte van andere Europese landen zeer beperkt. In de loop van de zestiende eeuw werden tijdens de Reformatie veel kostbare kerkramen vernield, tijdens de zogenaamde Beeldenstorm. Na de overwinning van het calvinisme, dat afbeeldingen in de kerk verbood, werd de belangstelling in de Republiek voor de glasschilderkunst steeds minder. Aan het eind van de achttiende eeuw waren er bijna geen glazeniers meer te vinden. Er resten nog slechts enkele kerken met glas uit de zestiende en verder een redelijk aantal uit de zeventiende en achttiende eeuw. Maar die laten een vervallend ambacht zien. Het toenemend gebruik van emailverf was mede oorzaak van het kwaliteitsverlies bij het vervaardigen van glasramen. Hoewel de glasschilder nu in staat was, zonder daarbij van loodstrips gebruik te maken, gedetailleerdere voorstellingen op het glas te schilderen, gaf de emailverf een veel minder intensief kleureffect. Het had bovendien het nadeel dat het snel afbladderde. Beschadigde kerkramen werden dichtgemaakt met gewoon vensterglas en bijgeschilderd met olieverf.
In de negentiende eeuw ontstond er een hernieuwde belangstelling voor oude ambachten, waaronder ook dat van glasschilder. De hieruit voortkomende stromingen, zoals de art nouveau en de neogotiek, manifesteerden zich niet alleen in kerkglazen, maar ook in de decoratie van wereldlijke gebouwen. Na een inzinking in de vroege twintigste eeuw, was er na de Tweede Wereldoorlog opnieuw sprake van een opbloei.

## Oude vervaardigingsmethoden voor vensterglas
Glas bestaat uit een mengsel van zand, soda, potas en kalk, dat wordt samengesmolten bij een temperatuur van 1650 °C. Diverse soorten vensterglas, vervaardigd met verschillende, oude technieken waren die van het kroonglas (maanglas), schijvenglas en cilinderglas. Het schijvenglas is in veel oude kerkglazen terug te vinden. De verschillende vervaardigingsmethoden vereisen een groot vakmanschap.
Als gevolg van de ontwikkeling van de gotische architectuur ontstonden grote raamopeningen. Deze werden afgesloten met glas. De voortschrijdende techniek van het glasblazen maakte het mogelijk steeds grotere openingen met glas te dichten. Daardoor beïnvloedde deze zich ontwikkelende techniek ook weer sterk de ontwikkeling van de bouwkunst en bouwtechniek. De vervaardiging van glas vond plaats in werkplaatsen die lagen in gebieden waar de noodzakelijke brandstof en grondstoffen dichtbij beschikbaar waren.
De hoge temperatuur die bij de vervaardiging nodig was, werd bereikt door het stoken van vooral beukenhout. Dat was in die tijd met name beschikbaar in Noord-Frankrijk, Midden-Duitsland, Bohemen en Noord-Oostenrijk door de aanwezigheid van beukenbossen.
Tevens diende er in de omgeving van de werkplaats voldoende zuiver wit zand beschikbaar te zijn. In het begin van de zestiende eeuw begon men in Noord-Frankrijk ook steenkolen als brandstof te gebruiken. Daarmee werd het mogelijk om permanente glasfabrieken te stichten, in tegenstelling tot de mobiele in de kaalgekapte bossen.
De gebruikte brandstof heeft invloed op de materiaaleigenschappen van het glas, dat als uiteindelijk resultaat beschikbaar kwam. Met steenkool als brandstof kwamen er andere verontreinigingen in het product, dan met hout. In deze permanente fabrieken kom men met het cilinderglas vensterglas van grotere afmetingen fabriceren, met een oppervlakte van 1,2 m² en een dikte van 1 tot 2 mm.
Dit cilinderglas is regelmatiger van structuur dan schijvenglas, en redelijk vlak. Deze grotere afmetingen gaven de glazeniers gelegenheid om met de hoofdstructuren van de afbeeldingen af te wijken van de contouren van de stukken glas en deze minder te verstoren met loodstrips.

## Glas kleuren
| Oxide-toevoegingen ter verkrijging van gekleurd glas. | Oxide-toevoegingen ter verkrijging van gekleurd glas. |
| ----------------------------------------------------- | ----------------------------------------------------- |
| Glas met:                                             | wordt:                                                |
| IJzer(II)oxide                                        | groen                                                 |
| IJzer(III)oxide                                       | bruin                                                 |
| Koper(I)oxide                                         | rood                                                  |
| Koper(II)oxide                                        | blauw                                                 |
| Chroom(III)oxide                                      | groen                                                 |
| Kobalt(II)oxide                                       | blauw                                                 |
| Mangaan(II)oxide                                      | blauw                                                 |
| Mangaan(II)oxide en ijzer(II)oxide                    | geel                                                  |
| Seleendioxide                                         | rood-roze                                             |

In de middeleeuwen was het vervaardigen van gekleurd glas een zaak van proberen en veel geluk. Men kende de chemische samenstelling en concentraties van de kleurstof niet, die nodig waren om de gewenste kleur te verkrijgen.
Ook nu nog kan de glasmaker niet precies zeggen welke kleurintensiteit zijn mengsel zal opleveren. Dit hangt te veel af van de temperatuur in de glasoven, de tijdsduur van het bakken en de toegevoegde kleurconcentratie.
Gekleurd glas is gewoon glas, vermengd met een bepaalde metaaloxide, dat er de kleur aan geeft.
Eenwaardig koperoxide, dat aan glas een rode kleur geeft, maakt, zelfs in geringe hoeveelheid, het glas haast zwart. Om toch helderrood te verkrijgen moet het rode glas dunner worden gefabriceerd. Om de breekbaarheid ervan tegen te gaan, heeft men al vroeg getracht het glas in twee lagen te blazen, namelijk een dunne rode laag op een dikkere ongekleurde ondergrond. Dit wordt plaqueglas genoemd, of "opgelegd glas". Het plaqueglas komt behalve in rood ook voor in andere kleurstellingen. Het uitslijpen van plaqueglas kan verrassende effecten opleveren. Op de uitgeslepen plaatsen wordt dan een andere felle kleur aangebracht, bijvoorbeeld bij knopen op kleding.
In de zestiende eeuw werd Jean-Cousinrood gebruikt voor een zachtrode kleur.
De naam is ontleend aan de uitvinder ervan.

## Vidimus
Voor het tot stand komen van een glasraam is ook de opdrachtgever en degene die het betaalt van belang. Veel glazen in kerken werden geschonken door belangrijke personen of instellingen. Na het verkrijgen van de opdracht om een glasraam te maken, stelt de glasmaker eerst nauwkeurig de maten vast.
De voorstelling, die is opgegeven door bijvoorbeeld een kerkbestuur, wordt door hem getekend op 1/5 tot 1/20 van de ware grootte, het zogenaamde vidimus.
In dit ontwerp is de plaats van de verticale raamstijlen reeds aangegeven.
Dat een kerkbestuur het thema in het glas bepaalde, blijkt uit een reeks van elf Glazen in het koor van de Goudse Sint-Janskerk. Tussen 1555 en 1571 vervaardigd door onderling zeer verschillende kunstenaars, staan zij in een chronologische volgorde en laten momenten zien uit het leven van Johannes de Doper, de patroonheilige van de kerk. Bij het benaderen van een sponsor voor een glasschenking werd het ontwerp aan hem of haar getoond, waarna deze het voor "gezien" verklaarde. Vandaar de Latijnse benaming "vidimus", wat betekent: "wij hebben gezien".

## Werktekening of carton
Na het 'vidimus' van de sponsor, gaat de glazenier over tot het uitwerken van de opdracht. Daaraan komt voorlopig nog geen stukje glas te pas. De voorstelling wordt vanaf het ontwerp overgenomen op een werktekening, schaal 1:1, even groot als het raam. Deze tekening wordt 'carton' genoemd. De tekenaar gebruikt hiervoor zwart krijt, inkt of houtskool. Ter verfijning kunnen met gewassen inkt schaduwpartijen worden aangebracht of met wit krijt contrasten. Ook kan een carton geheel zijn ingekleurd, of kleuraanduidingen bevatten door middel van letters of cijfers. Met rode of zwarte lijnen wordt de zijkant afgetekend, verticale lijnen geven de plaats aan van de brugijzers, die later dienen voor het vastzetten van de afzonderlijke panelen glas binnen de raamomlijsting. Deze vierhoek bepaalt tevens de afmeting van elk glaspaneel afzonderlijk.
Cartons uit vroeger eeuwen bestaan uit aan elkaar geplakte vellen papier van circa 410 bij 690 mm, van een vrij grove kwaliteit. Vanwege de grote lengte zijn deze cartons verdeeld in stroken, die weer uit afzonderlijke stukken bestaan.

## Calque
Op dezelfde grootte als het carton wordt ook een zogenaamde calque gemaakt, eveneens op papier. Hierop staan de loodlijnen aangegeven en de nummers van de kleuren, zoals die in het glas moeten komen. Iedere kleur en kleurnuance heeft een eigen nummer.
De calque wordt met een speciale schaar (de sjabloonschaar) uitgeknipt langs de lijnen van het loodpatroon. Met de schaar wordt een brede knip gemaakt, omdat er rekening moet worden gehouden met de loodstrip, die later tussen de stukken glas wordt aangebracht om ze bijeen te houden. De uitgeknipte vormen zijn de mallen voor de afzonderlijke stukken glas. Aan de hand van deze genummerde mallen wordt het gekleurde glas vervolgens uitgezocht.

## Glaskeuze
In het atelier bevinden zich lange rekken, gevuld met platen antiekglas.
Uit deze afzonderlijke platen worden gedeelten gekozen, die opvallen door hun bijzondere structuur van strepen, glasbelletjes en andere variaties, om de compositie tot een sprankelend geheel te maken. Het al of niet slagen van het eindproduct wordt in grote mate bepaald door de glaskeuze.

## Glassnijden

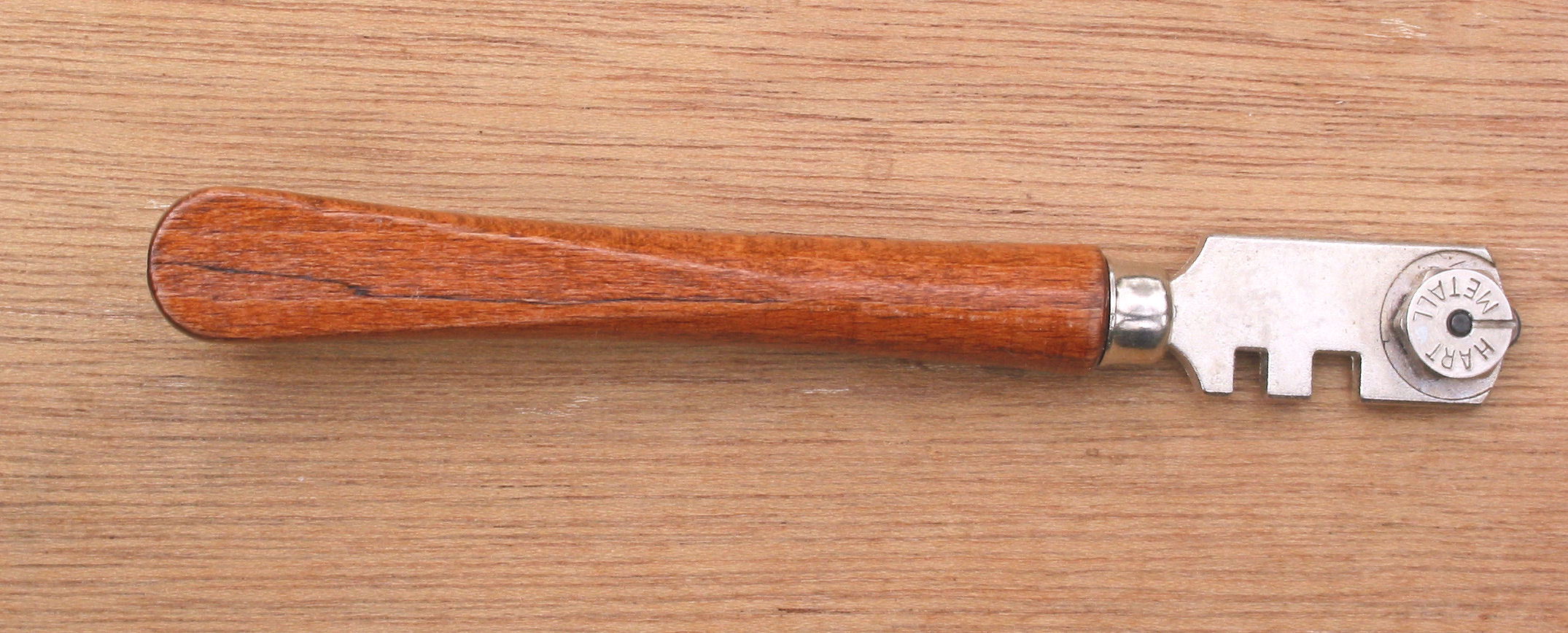
Glassnijder met hardmetalen wieltje

Het snijden van de stukken glas in de gewenste vorm was voor de middeleeuwse glasschilder een tijdrovend en lastig karwei.
Met een gloeiend gemaakt snijijzer maakte hij een kleine barst in het glas, waarna het zich vrij gemakkelijk in de gewenste vorm liet snijden. Om de stukken op de juiste maat te brengen, werden met een gruisijzer langs de randen kleine stukjes glas afgeknabbeld, totdat de gewenste vorm was verkregen. In het begin van de zestiende eeuw werd voor het snijden van glas de diamant in gebruik genomen.
Thans werkt men voornamelijk met een glassnijder, voorzien van een wieltje.
Het verzwaarde uiteinde van de steel wordt gebruikt om het gesneden glas los te tikken. De stukken glas worden volgens patroon met een tipje bijenwas of een ander kleefmiddel op een glasplaat gehecht, om tegen het licht het eerste resultaat te overzien. De stukken glas die niet voldoen kunnen alsnog worden vervangen.

## Glasschilderen

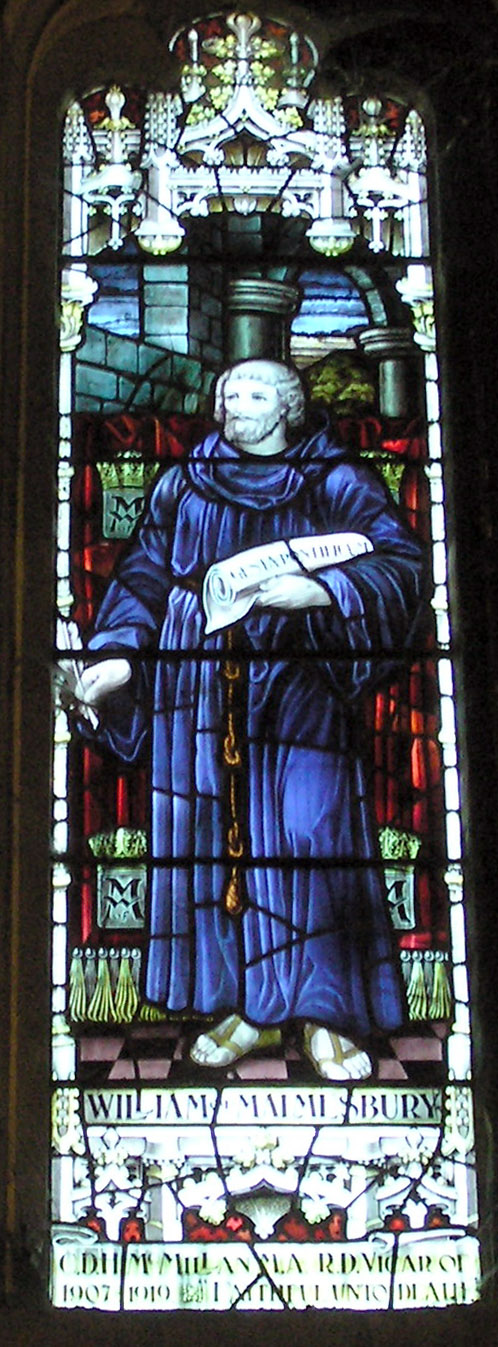
Willem van Malmesbury in de abdij van Malmesbury.

Om de schildering volgens het carton op het glas aan te brengen, geven de meeste glazeniers er de voorkeur aan om het glas op het carton te leggen.
Bij het op deze wijze beschilderen wordt gebruikgemaakt van een houten armsteun. Bij een verticale beschildering gebruikt men een zogenaamde maalstok. Beide hulpmiddelen zorgen ervoor dat de hand voldoende steun heeft en niet met het glas of de verf in aanraking komt. Voor het beschilderen van glas is een speciale verf nodig. Deze heeft een bruinachtige kleur en bestaat uit fijngemalen ijzeroxide en poederglas, vermengd met borax als bindmiddel.
Bij verhitting versmelt de verf met het glasoppervlak. Door het gebruik van penselen en kwasten (Daskwast, spalter en loper) van verschillende maten en materialen kan een grote variatie aan effecten worden verkregen. Glasschilderen heeft echter als voornaamste doel, het binnenvallende licht zo kunstig mogelijk te doseren.
Voor het aanbrengen van contrasten in de glasschilderverf wordt gebruikgemaakt van fijne pennetjes, gepunte houtjes et cetera, waardoor de afbeelding wordt verfijnd.

## Glasbranden
De eerste ovens die voor het branden van glas werden gebruikt, waren gemaakt van klei of leem, rustend op een onderstel van ijzeren stangen. Als brandstof was beukenhout populair, het gaf een felle vlam en een intense hitte. Later werd in Noordwest-Europa houtskool en turf gebruikt. Tegenwoordig beschikt elk glasatelier over een gas- of elektrische oven. Na beschildering worden de stukken glas op een ijzeren plaat gelegd, die is bedekt met een laagje gips of krijt. Dit voorkomt aanbakken en vormt een vlakke ondergrond. De temperatuur wordt gedurende circa 15 minuten langzaam opgevoerd tot 675 °C, afhankelijk van de glassoort en de dikte ervan.
Als ovens uit meer dan een kamer bestaan, kunnen grotere hoeveelheden glas tegelijk worden gebrand.

## Loodstrippen
Lood is vanwege de buigzaamheid het aangewezen materiaal om de verschillende stukken glas bijeen te houden. Het is bovendien relatief goedkoop en goed bestand tegen allerlei weersinvloeden en temperatuurverschillen. In de Middeleeuwen werd het lood ter plaatse gegoten.
Tegenwoordig betrekken de meeste glazeniers het van een metaalgieterij.
Van loden staven worden lange strippen gemaakt. Daarvoor gebruikte men omstreeks 1500 voor het eerst een loodmolen, een soort handwalsje, waarmee het profiel werd aangebracht. Hierin werden de loodstaven tussen twee wieltjes en blokken uitgerekt en voorzien van een H-profiel. Door een eenvoudige handgreep kon men zelf de dikte bepalen.

## Loodstrippen aanbrengen
Op een werktafel worden in een benedenhoek twee latten bevestigd, die samen een hoek van 90° vormen. Hierlangs wordt een uitgestrekte loodstrip gelegd. In de hoek wordt het eerste stuk glas geplaatst. Daaromheen komt een op maat gesneden loodstrip die wordt vastgezet met enkele loodnagels, vervolgens daartegen een ander stuk glas enzovoort. De loodstrippen volgen indien mogelijk het beloop van de tekening. De stukken glas worden stevig aangetikt, zodat ze geheel in de gleuf van het lood passen, tegen de kern aan.
Gebeurt dit niet met grote nauwkeurigheid, dan past het paneel niet in de raamsponning of ontstaan er kieren tussen het glas en het lood, waarvan lekkage het gevolg kan zijn.

## Afwerking van het glaspaneel
Als het glaspaneel klaar is, heeft het een gemiddelde grootte van 600 bij 850 mm. Deze afmetingen variëren al naar de aard van het onderwerp, maar het oppervlak bedraagt nooit meer dan 1 m2. Overal waar de ene loodstrip de andere raakt, wordt dit knooppunt met soldeertin gesoldeerd. Dit gebeurt aan de voor en achterkant van het glaspaneel. Daarna worden de ruimten tussen loodstrip en glas opgevuld met donkergrijze kit, om het paneel water- en winddicht te maken. Het kitmengsel bestaat uit krijtpoeder en gebrand gips, waaraan een beetje menie, lampzwart, terpentine en gekookte lijnolie zijn toegevoegd.
De overtollige kit wordt verwijderd door zaagsel op het paneel te strooien en dit met een borstel stevig in te wrijven. Hierna wordt het glas gereinigd.
Zogenaamde windroeden geven het glas stevigheid tegen winddruk van buitenaf.
Aan de loodstrips worden bindloodjes gesoldeerd die om de windroeden worden gedraaid zodat het paneel niet kan doorzakken.
Ook gebruikt men tegenwoordig wel loodstrips met een roestvrijstalen kern, die (in H-profiel) bij elke groothandel in glas-in-lood artikelen te verkrijgen zijn. Uiteraard kunnen deze loodstrips alleen in rechte lijn gebruikt worden. Door de stalen kern laat de strip zich niet meer buigen.
Aan een kant van het paneel (het gedeelte dat aan de buitenzijde komt) wordt een loodslab gesoldeerd, corresponderend met die van een volgend paneel. Door ze na de plaatsing van het glas over elkaar heen te vouwen kunnen regen en condenswater aflopen.
De beschilderde zijde van het glas bevindt zich altijd in het interieur.

## Plaatsen van gebrandschilderd glas
Nadat een steiger is gebouwd, worden de afzonderlijke panelen op hun plaats gebracht in de raamomlijsting. Tussen de natuurstenen stijlen zijn de horizontale ijzeren brugstaven reeds bevestigd. In het kozijn worden sleuven uitgebeiteld, waarin de panelen passen. Als het glas in zijn geheel is aangebracht en goed zit, worden de panelen in de raamomlijsting vastgemetseld met bij voorkeur een kalk-zandmengsel. De veelgebruikte cementspecie verhardt te zeer en geeft bij het uithakken van de ramen voor reparatie een te grote kans op beschadiging.

## Onderhoud
De klimatologische omstandigheden spelen bij het behoud van gebrandschilderd glas een grote rol. De windkracht is soms zeer groot. Deze drukt tegen de broze glaspanelen van ongeveer 2 mm dik en brengt daardoor scheurvorming teweeg. De regen wordt bij windkracht vrijwel horizontaal tegen de glazen aangeblazen. Doordat de loodstripverbindingen nooit geheel winddicht zijn, wordt dan de vochtigheid door het raam heen gedreven. De in de regen aanwezige vervuilende stoffen, zoals zwaveldioxide, kunnen dan de verwering aan de schildering veroorzaken. Ook de onbeschilderde buitenzijde wordt door verwering aangetast, waarmee de sprankeling van de lichtdoorval nadelig wordt beïnvloed.
Nieuwe technieken boden het glas vanaf de twintigste eeuw een steeds betere kans op behoud. Zo werden de glazen van de Sint-Janskerk in Gouda tussen 1984 en 1989, vanwege aantasting door de verzilting in de lucht, voorzien van een beschermende buitenbeglazing. Na verwijdering van het gebrandschilderde glas werd in de raamomlijsting blank gestructureerd glas aangebracht. De glaspanelen, inmiddels voorzien van een messing frame, werden door middel van een vernuftig systeem aan de binnenzijde als het ware "opgehangen". Via de luchtstroom in de 60 mm brede ruimte tussen het buiten- en binnenglas wordt schadelijke condensvorming voorkomen.
Condens lost de glasschilderverf op waardoor op de lange duur de afbeeldingen geheel kunnen vervagen. De beschermende koperen horren, die vanaf de zeventiende eeuw voor de glazen werden aangebracht, zijn ook nu weer voor het buitenglas geplaatst.

## Afbeeldingen

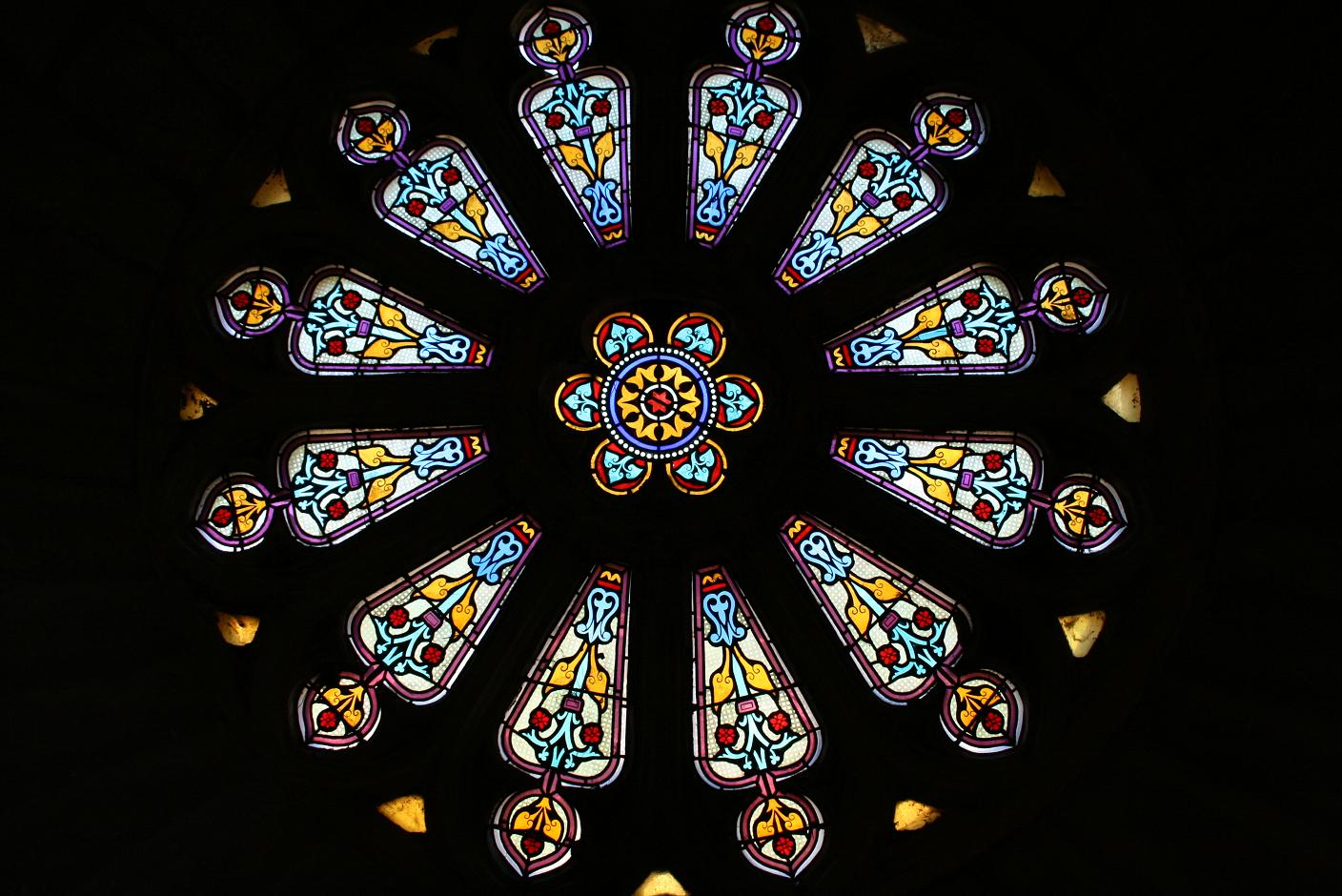
Een roosvenster
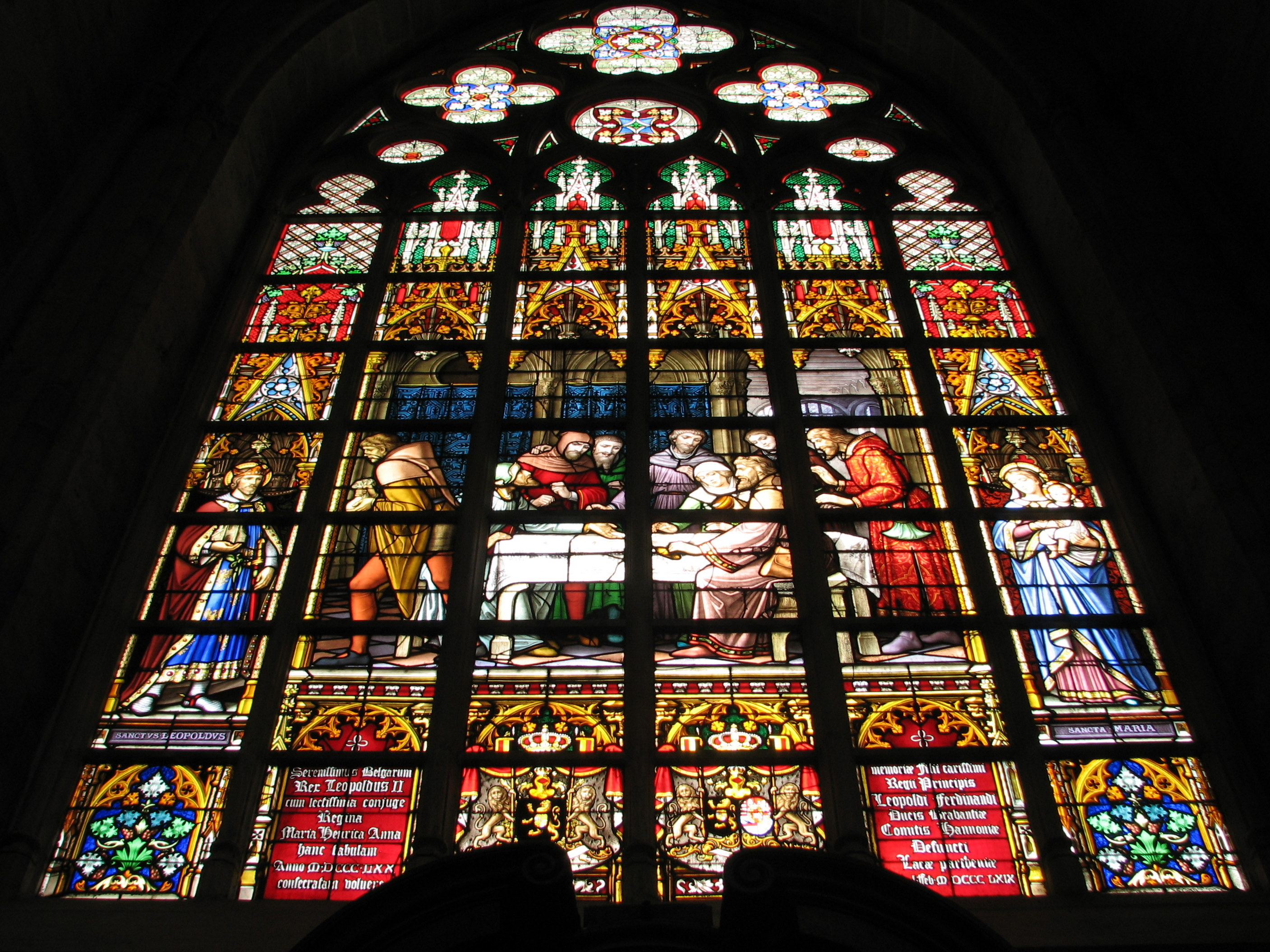
Gebrandschilderd raam kathedraal Brussel
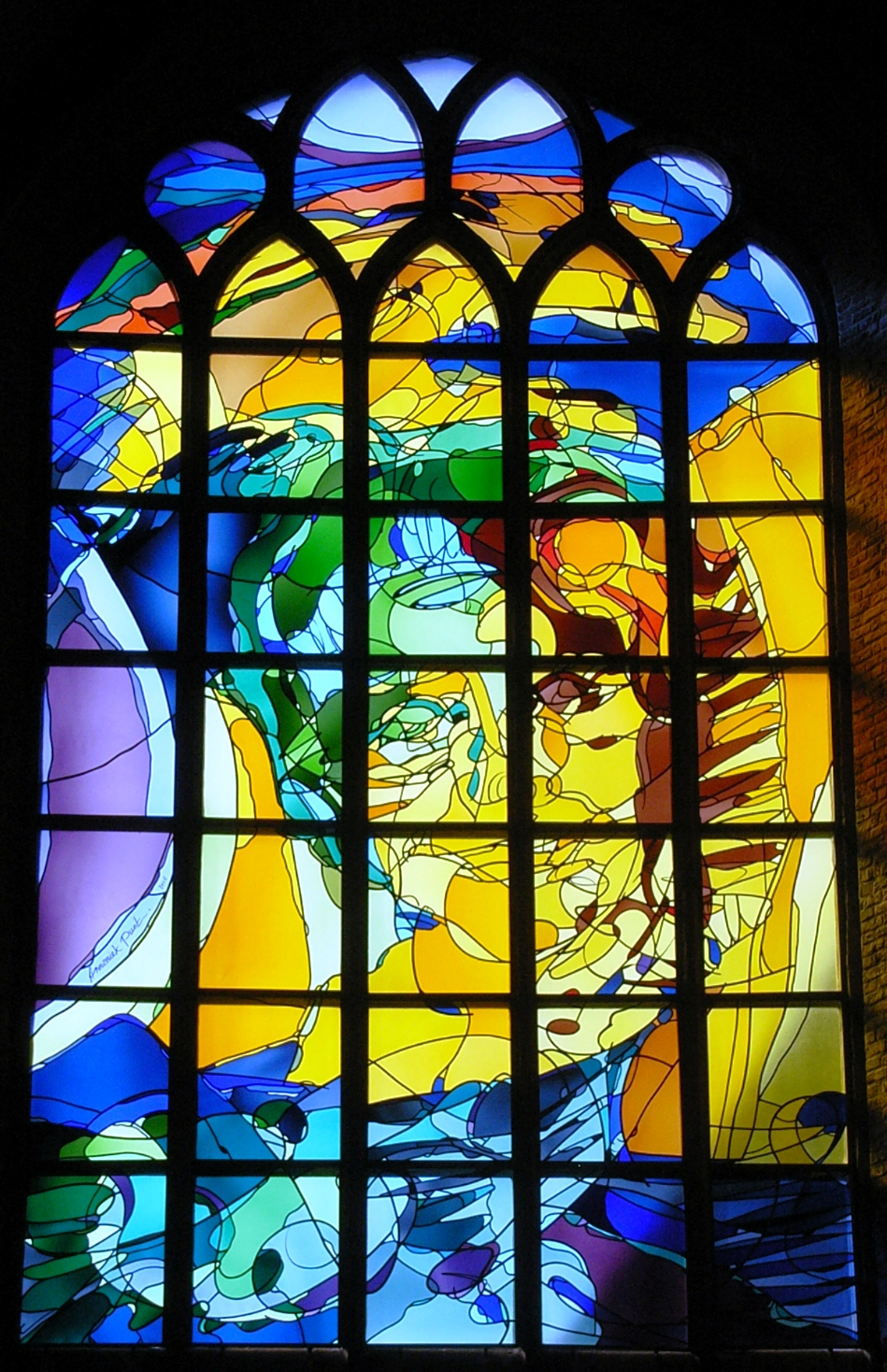
Jaïrusraam Nieuwe Kerk Delft
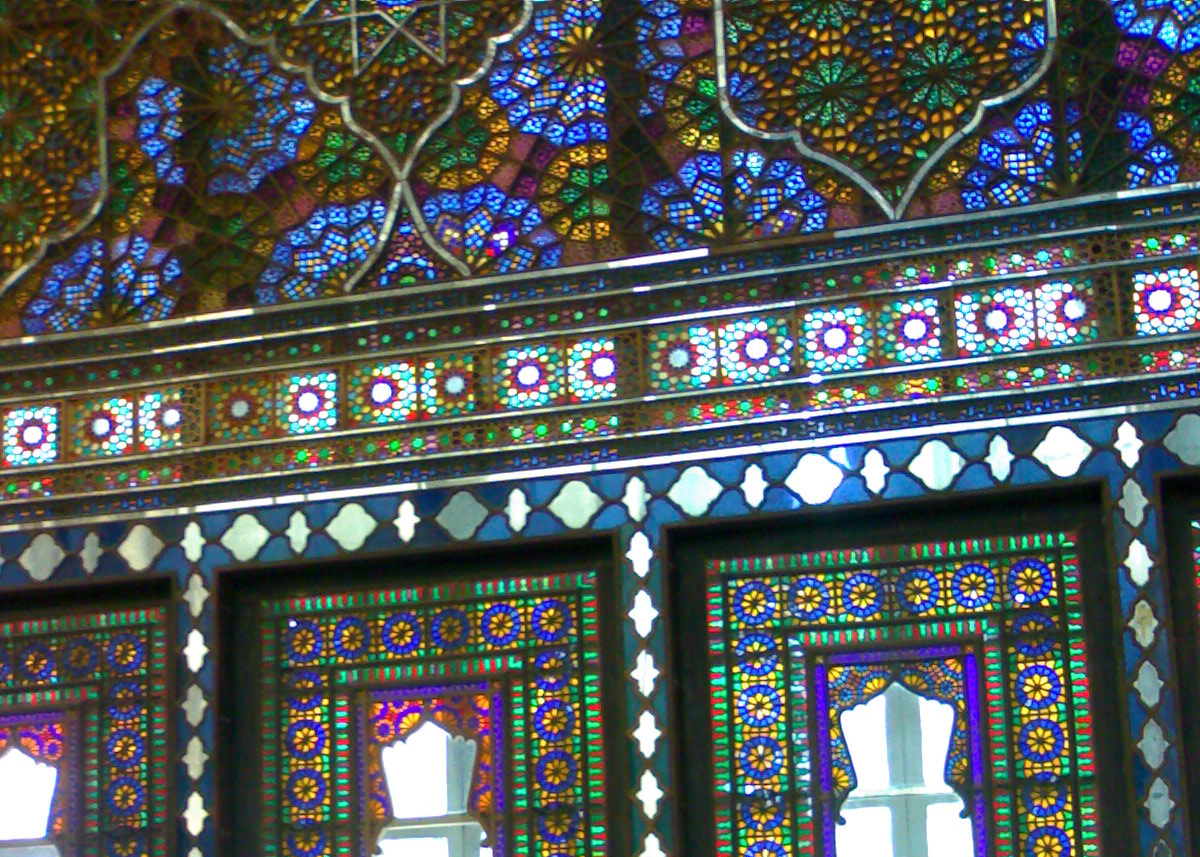
Glasvensters in het Golestanpaleis
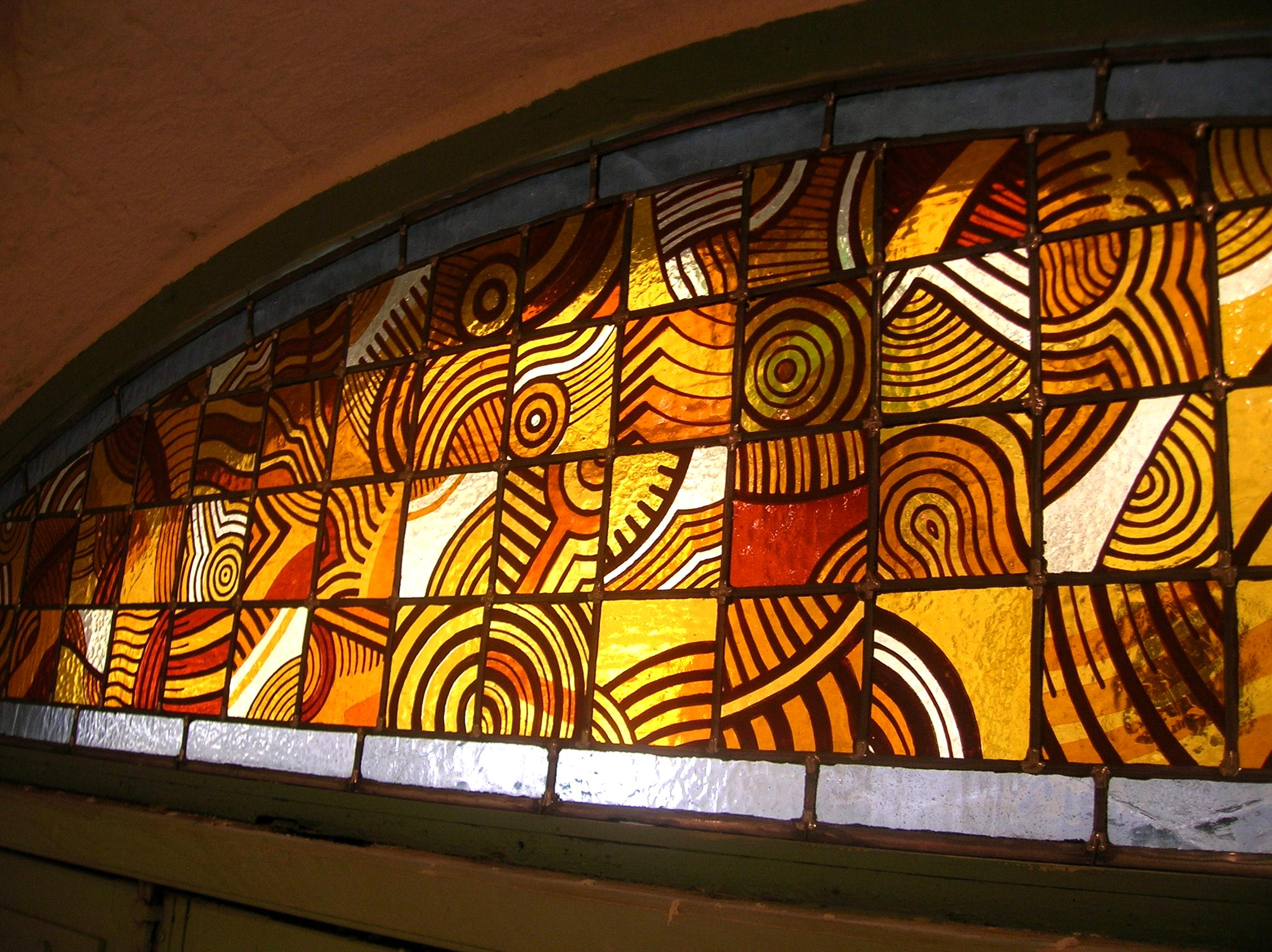
Modern abstract ontwerp
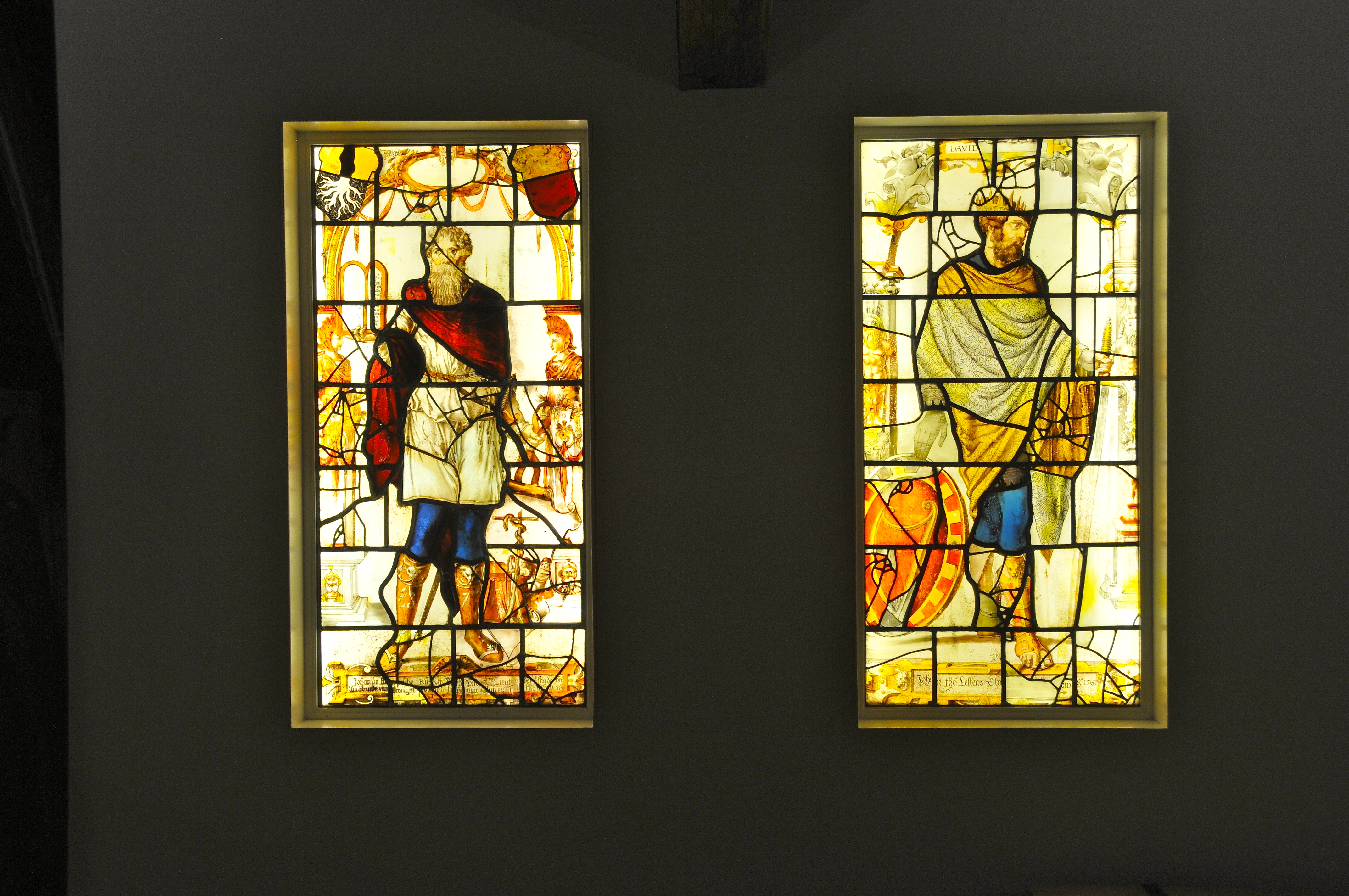
Raam in het Klooster Ter Apel